# Pedro Berges
Pedro Berges (6 giugno 1906 – 1978) è stato un calciatore cubano, di ruolo centrocampista.

## Carriera
Partecipò al Mondiale del 1938 con la Nazionale cubana.